# Ron Ng
Ron Ng Cheuk-hei (nacido el 2 de septiembre de 1979) es un actor de la red TVB, cantante, bailarín profesional y modelo hongkonés. Su familia es originaria de Zhongshan, Guangdong, China.

## Biografía
Ron Ng nació el 2 de septiembre de 1979 y fue muy influenciado por el amor de su hermana, para convertirse en un bailarín profesional. Por lo tanto, decidió tomar un riesgo y convertir sus sueños en realidad. En 1999, se matriculó en la séptima entrada para tomar calses de baile, promocionadas por la red TVB.

## Carrera
Ron Ng se graduó en la "séptima entrada" de la red TVB, donde tuvo una formación en danza en 1999 y su "primera entrada" en formación artística en el 2000, convirtiéndose oficialmente un artista de la red TVB, después de firmar un contrato con una compañía en el 2000, Ron ha trabajado con TVB desde entonces.
En el 2000, su carrera como actor Ron, comenzó a trabajar con "Louis Koo", quien le recomendó para alistarse en las clases de actuación. Después de graduarse en sus clases de actuación, comenzó su carrera como actor profesional a interpretar personajes de mayor importancia.

### Temas musicales de series y películas
- Fighter (TVB Series "The Academy" Theme) – Ron Ng, Sky, Zac Kao and Rico Kwok
- King Kong (TVB Series "Men in Pain" sub theme) – Ron Ng
- Love Test (Radio Drama "28th Floor Love Story" Theme) – Ron Ng and Tavia Yeung
- Wedding Dress/Marriage Garments (TVB Series "Lost in the Chamber of Love" Theme) – Ron Ng and Myolie Wu
- Put Your Hands Up ("2006 World Cup Theme") – Ron Ng, Raymond Lam, Bosco Wong and Kevin Cheng
- Sun’s Hand (Japanese Cartoon "Japanese Bread King" Theme) – Ron Ng
- Breakthrough (TVB Series "The Brink of Law" Theme) – Ron Ng and Steven Ma
- Yue Kerng Yuet Yung ("2004 Olympics Theme") – Ron Ng, Raymond Lam, Bosco Wong, Sammul Chan, Lai Lok Yi, and Kenneth Ma
- Ultimate Battle (Japanese cartoon Pokémon Theme) – Ron Ng
- Don't Blame Her (TVB Series "Revolving Doors Of Vengeance" sub theme) – Ron Ng
- Step Towards The Sky In Your Dreams (TVB Series "On The First Beat" theme) – Ron Ng, Kenny Kwan and Deep Ng
- Storm (TVB Series "The Four" Theme Song) – Ron Ng, Raymond Lam, Sammul Chan, Kenneth Ma (2008)
- Black and White Variation (TVB Series "E.U." Theme Song) – Ron Ng, Sammul Chan, Michael Tse (2009)
- Red Butterfly (TVB Series "Rosy Business" Theme Song) – Ron Ng (2009)
- Don't Say That I Didn't Indulge You (咪話唔就你) (A Chip Off the Old Block, opening theme) – Ron Ng and Myolie Wu (2009)
- Ol Supreme (女王辦公室) Theme Song -Ron Ng, Champman To and Denise Ho (2010)
- Reunion (團圓) (Wax and Wane, opening/ending theme) – Ron Ng (2011)
- 春風化雨 ( Yes Sir Sorry Sir(點解阿Sir係阿Sir) Theme Song – Ron Ng and Moses Chan (2011)
- Target(目擊) (法證先鋒III Theme Song)- Ron Ng and Wayne Lai (2011)
- A Tale of a Wounded City (傷城記)(缺宅男女 Theme Song) – Ron Ng and Linda Chung (2012)
- Sometimes (TVB Series "Silver Spoon, Sterling Shackles" ending theme) - Ron Ng (2012)